# Bust a Groove
Bust a Groove é um jogo de vídeo game híbrido de música e combate do PlayStation, lançado em 1998. O jogo foi publicado pela produtora japonesa Enix (agora Square Enix) no Japão e levado aos EUA pela, agora extinta, 989 Studios e pela SCEE à Europa. Ele está disponível para download na  PlayStation Store europeia para o sistema PlayStation 3, com planos para o lançamento para PlayStation 3 Store dos Estados Unidos.[carece de fontes?]
O jogo, no original japonês, foi intitulado Bust a Move: Dance & Rhythm Action (バスト ア ムーブ Dance & Rhythm Action, Basuto a Mūbu Dance & Rhythm Action) (バスト ア ムーブ Dance & Rhythm Action, Basuto a Mūbu Dance & Rhythm Action?); nos EUA, tornou-se Bust a Groove porque a franquia de jogo de quebra-cabeça Puzzle Bobble já tinha utilizado o título de Bust-A-Move em sua versão americana. O jogo combinou a jogabilidade baseada em rítmo de PaRappa the Rapper com elementos de jogos de luta, incluindo ataques especiais para prejudicar o adversário e focar num jogo mais competitivo entre os jogadores.
A sequência, o Bust A Groove 2, ao contrário de seu antecessor, nunca foi lançado na Europa. Um terceiro jogo da série, Dance Summit 2001, foi lançado para o PlayStation 2 somente no Japão.

## Enredo
A história do jogo se baseia nos personagens terem razões pessoais para disputar o torneio de dança. Todos eles estão em busca do "Groovetron", uma espécie de poder especial da dança.

## Jogabilidade
A mecânica do jogo é bastante simples e se concentra nas batidas. O jogador precisa pressionar uma série de setas que aparece na barra de interação usando o D-Pad e ser capaz de pressionar o botão correspondente (Círculo ou X) a cada quarta batida da música para executar um passo de dança, caso contrário, será considerado um erro. O jogador é auxiliado com as batidas pelo piscar da barra. Quando o jogador executa um combo de oito movimentos de dança, novos caminhos com movimentos mais complexos se abrem, permitindo que ao jogador ganhar mais pontos.
O jogador também pode executar um "Jammer" (ataque) para interromper o inimigo, que também pode ser esquivado com uma cambalhota. Uma esquiva pode ser executada pressionando Quadrado na hora certa, o que faz o personagem dar um salto mortal e evitar o ataque.
Caso os dançarinos acertassem muito bem os passos, o cenário se desmontava, ou acontecia algo bem alucinante ao fundo, como uma maneira de dizer “estão mandando bem!”. E caso o vencedor tivesse ido muito bem, um “Fever Time” era acionado, com uma dança exclusiva de comemoração, servindo como um “Fatality” para o game.

## Personagens

### Principais
| Nome                     | Idade        | Estilo De Dança                     | Jammer                                                                                           | Informações |
| ------------------------ | ------------ | ----------------------------------- | ------------------------------------------------------------------------------------------------ | --- |
| Frida                    | 17           | Hip-hop da Costa Oeste              | Ela pinta a cabeça de um lobo, que morde o adversário                                            | Ela é uma artista que vive em um barraco. A sua ambição é usar o Groovetron para dar vida às suas pinturas. Sua palavra favorita é "Vida" |
| Gas-O                    | 15           | House Dance                         | Prende o oponente em uma câmara de gás                                                           | Gás-O queria tornar-se um cientista quando tinha oito anos. Agora, aos 15 anos, ele tem realizado várias tarefas pendentes, incluindo consultoria para a NASA, matando o tempo em um acelerador de partículas, e estudando os elementos gasosos em seu laboratório. Gás-O espera usar o Groovetron para desenvolver o gás de última tecnologia. |
| Hamm                     | 30           | Detroit Modern                      | Um gigantesco hambúrguer espreme o adversário                                                    | Ele costumava ser um grande dançarino, mas seu amor por comidas não-saudáveis o deixou um pouco gordinho. Ele se tornou um empregado no comércio de hambúrger para satisfazer o seu desejo por junk food. Ele quer usar o Groovetron para ajudá-lo na dieta. Sua palavra favorita é "mexer".                                                    |
| Heat                     | 19           | Hip-hop da Costa Leste e Breakdance | Uma chama gigante cai sobre o adversário                                                         | Ele é o "garoto-propaganda" do jogo. Ele costumava ser um piloto de corridas, mas não voltou às pistas porque quase foi incinerado, em um terrível acidente. Felizmente, ele fez uma recuperação total com a capacidade de manipular o fogo. |
| Hiro                     | 20           | Disco dos anos 70                   | Uma foto autografada de si mesmo esmaga o adversário                                             | Hiro é um persongaem narcisista e amante de discoteca. Ele vive em um pequeno e caro apartamento, onde ele trabalha com o seu computador até sábado a noite, onde a sua farsa de playboy realmente cai por terra. Não tem nem comparação com o padrão de seu sábado à noite - ele é realmente raro. Sua palavra favorita é "separar".           |
| Kelly                    | 23           | Jazz Moderno                        | Uma explosão de energia cintilante é recolhida em seu chocalho e atirada no oponente.            | Ela é uma secretária que tem um fetiche com tudo que é infantil (relativo a bebês), e quer encontrar um homem. Ela comprou sua roupa de borracha para vestir quando ela for convidada para uma festa secreta. Ela parece preocupada com sua nova roupa de borracha; isto pode ser devido ao seu custo.                                          |
| Kitty Nakajima (Kitty-N) | 17           | Vogue                               | Um bumerangue branco em forma de lua crescente com um coração cor de rosa é lançado no oponente. | Esta adorável estrela de TV está no intervalo do programa de TV "Love, Love Senshi Miracle 5." Ela quer usar o poder do Groovetron para torná-la a maior estrela da TV. Ela comprou a cobertura de um prédio e converteu-o em seu estúdio de dança particular, apenas para atrair mais pessoas.                                                 |
| Pinky Diamond            | Desconhecido | Clássicos da Motown dos anos 70     | Cartas gigantes de tarô caem ao redor do adversário, amaldiçoando-o.                             | Ela é stripper, vidente, assassina profissional e cabeleireira. Não é a toa que ela é tão estranha. Ela tem o poder de ver dentro do coração do seu amado e afirma conhecer você melhor do que você mesmo. Seus segredos não estão nada seguros perto dela!                                                                                     |
| Shorty                   | 12           | Funk (Candy Hip-Hop)                | Doces gigantes caem sobre o seu adversário                                                       | Ela é filha de um diplomata e uma supermodelo. Obviamente, Shorty vive em uma família rica com nada melhor para fazer do que dançar com Columbo, seu ratinho de estimação. Seu amor por músicas do passado a leva à loucura em um mercado de pulgas, onde ela freneticamente procura por cartuchos 8-track. Sua palavra favorita é "amizade".   |
| Strike                   | 21           | Gangsta Walking                     | Atira no adversário com suas duas armas de fogo                                                  | Ele é de uma notória gangue de rua, e conseguiu fazer algo de ruim para entrar em uma penitenciária do estado. Ele está reunindo seus companheiros de prisão para formar uma equipe de dança, chamado de "The Ball and Chain Revue". A palavra favorita de Strike é "liberdade".                                                                |

### Escondidos
| Nome       | Idade        | Estilo De Dança | Jammer                                        | Informações |
| ---------- | ------------ | --------------- | --------------------------------------------- | --- |
| Burger Dog | Desconhecido | Detroit Modern  | Um gigantesco hambúrguer espreme o adversário | Burger Dog é o cachorro que corre o restaurante na fase de Hamm. É desbloqueado ao finalizar o jogo, no nível Médio ou superior, com Hamm, após a primeira conclusão. |
| Capoeira   | Desconhecido | Capoeira        | Uma parede de energia atordoa o adversário    | Capoeira, individualmente conhecidos como Kiki e Lala, vieram à Terra para coletar outdoors japoneses para construir um ventilador gigante. Eles também estão aqui para exibir o poder do Groovetron, sua especial invenção "energia dançante". Desbloqueado ao finalizar o jogo no nível Médio, após a primeira conclusão. |
| Columbo    | Desconhecido | Funk            | Doces gigantes caem sobre o adversário        | Columbo é ratinho de estimação de Shorty, que ela mantém em seu bolso no peito, enquanto dança. Ele é desbloqueado ao terminar o jogo na dificuldade Média ou superior, com a Shorty, após a primeira execução, mas também salta do bolso de Shorty e dança com ela, caso ela execute, com sucesso, um "freeze" de nível sete. |
| Robo-Z     | Desconhecido | Vogue           | Uma explosão de ondas de choque               | Robo-Z foi construído por uma organização tirânica conhecida apenas como "Secret X". Robo-Z foi construído com o único propósito de controlar a energia total do Groovetron. Robo-Z tem mais de 15 metros de altura no nível final, mas em outras fases ele é quase da mesma altura dos personagens normais. Ele é desbloqueado ao terminar o jogo na dificuldade Hard após a primeira execução ou depois de zerar duas vezes em um nível mais fácil. |

## Músicas
| N.º | Título                                                                  | Intérprete                              | Duração |  |
| 1.  | "Blue Knife (Start G Move Mix)"                                         | Dave Ford                               |         |  |
| 2.  | "2Bad" (Tema do Heat)                                                   | Sweet Jodi                              |         |  |
| 3.  | "Transform" (Tema da Kelly)                                             | Atsuko Yamaoka                          |         |  |
| 4.  | "I Luv Hamburgers" (Tema de "Hamm/Burger Dog")                          | Raveman                                 |         |  |
| 5.  | "Uwasa no KAPOERA [ 噂のカポエラ ]" (Tema do Capoeira)                  | Rui Tsurumizu (Ft. Sweet Jodi, Terry T) |         |  |
| 6.  | "Chemical Love" (Tema de Gas-O)                                         | Kaleb James & Chey                      |         |  |
| 7.  | "Sora to Umi to Niji no Yume [ 空と海と虹の夢 ]" (Tema de Frida)        | Akiko Sugawara (Ft. Mami Ishizuka)      |         |  |
| 8.  | "Fly'n To Your Soul (Ft. Donna)" (Tema do Robo-Z)                       | US-Tom                                  |         |  |
| 9.  | "The Natural Playboy" (Tema do Hiro)                                    | Kaleb James                             |         |  |
| 10. | "Waratte pon [ 笑ってぽん ]" (Tema da Shorty/Columbo)                   | Rina Genga                              |         |  |
| 11. | "I Know" (Tema da Pinky)                                                | Donyale Fredericks                      |         |  |
| 12. | "Power" (Tema do "Strike")                                              | Terry T & Sweet Jodi                    |         |  |
| 13. | "Aozora no KNIFE (Bust a Movie Edit) [ 青空のknife ]" (Tema da Kitty N) | Hatsumi Morinaga                        |         |  |
| 14. | "Blue Knife Dream (Orchestra Stall Mix)"                                | Dave Ford                               |         |  |

Além dessas, um remix de Aozora no KNIFE (intitulada "blue knife (start G move mix)" na trilha sonora Japonesa) foi usado como tema de abertura do jogo. Um remix diferente, "blue knife dream (orquestra stall mix)", foi usado nos créditos finais.

## Versões
O jogo foi disponibilizado em dois pacotes diferentes no Japão: o primeiro é a versão mais comum de disco único (somente o jogo). O segundo pacote é uma versão menos conhecidoa que contém dois discos: o disco de jogo e o Premium Disc. O Premium Disc contém quatro filmes, e para acessar os filmes você precisava ter um cartão de memória com um arquivo do jogo salvo nele. A realização de determinadas tarefas no jogo, desbloqueia certos filmes. Um dos filmes sobre o disco contou com Hatsumi Morinaga, a artista responsável por cantar o tema da fase de Kitty-N. Esta matéria continha fotos da artista cantando a música no estúdio, uma entrevista com a artista, e um versão live-action do jogo, completo com dançarinos japoneses fantasiados fazendo vários personagens (Kitty-N, Heat e e Kelly, entre outros). Os outros três filmes contidos dentro do disco eram todos sobre os outros jogos da Enix: AstroNooori (um jogo inédito nos EUA), Star Ocean: The Second Story, e Hello Charlie (conhecido como Eggs of Stell nos EUA). A versão Premium, de resto, era idêntico à versão só de jogo; a jogabilidade, arte da capa e o manual de instruções eram essencialmente o mesmo, com exceção de uma grande caixa vermelha com cartão de letras brancas anunciando a adição de um CD-ROM Premium.

## Alterações
A versão norte-americana do jogo teve uma série de mudanças em relação à japonesa, principalmente devido às diferenças culturais entre os países:
- Hiro-kun originalmente fumava um cigarro no jogo, mas isso foi removido da versão dos EUA. Além disso, seu nome foi abreviado para apenas "Hiro", com "kun" (pronome honorífico no Japão) sendo omitido.
- Hamm teve seu aspecto geral alterado de um ganguro (estilo de moda japonesa, baseada no folclore) para um estilo caucasiano genérico. Como resultado, as cutscenes dele também foram alteradas.
- Hamm teve duas linhas de sua música alteradas. Perto do início,  "McDonald's, Burger King, or any other place" foi substituído por uma repetição de "Hamburger lovers let me hear you say ho" (que é ouvida novamente depois na música). Perto do fim da música, a palavra "nigga" (dita pela cantora) foi completamente deletada na versão dos EUA.
- Strike tinha em sua música, originalmente, referências ao álcool. Esta linha foi removida da versão dos Estados Unidos, deixando um instrumental seguindo a linha "Like Arnold Schwarzenegger, I'm the only true Eraser".
- Durante o jogo, Strike é visto bebendo de um cantil de bolso. Isso foi alterado para uma lata de refrigerante (possivelmente Coca-Cola).
- "Waratte PON", "Aozora no KNIFE", "Uwasa no KAPOEIRA" e "Transform" foram traduzidas para o inglês, e foram regravadas para a versão dos EUA/Europa (As três primeiras foram renomeadas como "Shorty and the EZ MOUSE", cantada por Crystal Kay, "Bust A Groove", interpretada por Sharon Woolf e "CAPOEIRA", por Dawn Moore, respectivamente. Transform manteve o nome e foi cantada por Robbie Danzie).
- Frida (Jogador 2) tinha cabelo de cor preta, mas foi alterado para azul para versão dos EUA.

## Bust a Groove: Arcade Edition
Uma edição arcade de Bust a Groove foi lançada exclusivamente no Japão. Embora lançado apenas no Japão, detinha o título de Bust a Groove, que é o título da versão em inglês. Os controles ainda são os mesmos da versão de PlayStation, mas mudou o modo de executá-los. O jogador, agora, tem de pressionar os gigantes botões Esquerda, Cima e Direita uma plataforma gigante e pisar em um pedal para o comando Baixo, enquanto os botões de PlayStation (Quadrado, X, etc.), são substituídos por um gigante "Dance!". Os botões também devem ser pressionados de forma rítmica ou ainda será contado como um erro. Um botão "Jammer" também foi adicionado.
A versão arcade possui apenas 5 fases (sendo o estágio de Robo-Z, sempre o último).

## Recepcção Crítica
| Críticas profissionais   | Críticas profissionais |
| Avaliações da crítica    | Avaliações da crítica  |
| Fonte                    | Avaliação              |
| ------------------------ | ---------------------- |
| Next Generation Magazine | [ 1 ]                  |

A revista Next Generation Magazine edição 41 analisou a versão PlayStation do jogo, classificando-a com quatro estrelas em cinco, e afirmou que "Bust-A-Move é definitivamente uma ideia cuja hora chegou e ajuda a preencher a lacuna entre o jogo hardcore e o apelo da cultura de massa. Não faz mal que seja também uma explosão séria para jogar."
A mesma revista, mas desta vez na edição 50, analisou a versão americana do jogo, classificando com quatro estrelas em cinco, e afirmou que "músicas esmagadoramente contagiantes que foram traduzidas para o inglês dos EUA, hordas de dançarinos secretos e palcos, toques charmosos como animações secundárias. Bust-A-Groove, um jogo que merece encontrar uma audiência nos EUA."